# Eriospermum triphyllum
Eriospermum triphyllum är en sparrisväxtart som beskrevs av John Gilbert Baker. Eriospermum triphyllum ingår i släktet Eriospermum och familjen sparrisväxter. Inga underarter finns listade i Catalogue of Life.